# CONCACAF-kampioenschap voetbal onder 17 - 2005
Het CONCACAF-kampioenschap voetbal onder 17 van 2005 was de 12e editie van het CONCACAF-kampioenschap voetbal onder 17. Dit toernooi diende tussen 1999 en 2007 meer als kwalificatietoernooi. Er werd geen winnaar uitgeroepen en er was ook geen knock-outfase. Wel was er een play-off om te bepalen welk land als vijfde naar het wereldkampioenschap mocht.
Het toernooi werd gespeeld in twee groepen, waarbij de winnaars zich direct plaatsen voor het wereldkampioenschap voetbal onder 17 van 2007. Dat waren de Verenigde Staten en Mexico. De winnaar van de play-off was Costa Rica.

## Gekwalificeerde landen
| Team             | Kwalificatie              | Aantal deelnames |
| ---------------- | ------------------------- | ---------------- |
| Costa Rica       | gastlanden                | 9e               |
| Mexico           | gastlanden                | 11e              |
| Verenigde Staten | Automatisch               | 11e              |
| Canada           | Automatisch               | 10e              |
| Haïti            | Caraïbische zone          | 2e               |
| Cuba             | Caraïbische zone          | 5e               |
| El Salvador      | Centraal-Amerikaanse zone | 11e              |
| Honduras         | Centraal-Amerikaanse zone | 11e              |

## Groepsfase

### Groep A
| Pos. | Land             | GW | W | G | V | DV | DT | +/− | Ptn. |
| ---- | ---------------- | -- | - | - | - | -- | -- | --- | ---- |
| 1    | Verenigde Staten | 3  | 2 | 1 | 0 | 6  | 2  | +4  | 7    |
| 2    | Costa Rica       | 3  | 2 | 0 | 1 | 6  | 3  | +3  | 6    |
| 3    | Cuba             | 3  | 0 | 2 | 1 | 3  | 5  | –2  | 2    |
| 4    | El Salvador      | 4  | 0 | 1 | 2 | 3  | 7  | –4  | 1    |

|              |             |                                       |                  |                                                                                             |
| 2 april 2005 | El Salvador | 0–3                                   | Verenigde Staten | Estadio Eladio Rosabal Cordero, Heredia Toeschouwers: 250 Scheidsrechter: Elmar Rodas (GUA) |
| 2 april 2005 |             | Soroka 18' Nakazawa 28' Zimmerman 87' |                  | Estadio Eladio Rosabal Cordero, Heredia Toeschouwers: 250 Scheidsrechter: Elmar Rodas (GUA) |

|              |                               |     |      |                                                                                                   |
| 2 april 2005 | Costa Rica                    | 3–0 | Cuba | Estadio Eladio Rosabal Cordero, Heredia Toeschouwers: 800 Scheidsrechter: Lucinio Rodríguez (HON) |
| 2 april 2005 | Solórzano 14' 56' Guardia 42' |     |      | Estadio Eladio Rosabal Cordero, Heredia Toeschouwers: 800 Scheidsrechter: Lucinio Rodríguez (HON) |

|              |               |     |                  |                                                                                                 |
| 4 april 2005 | Cuba          | 1–1 | Verenigde Staten | Estadio Eladio Rosabal Cordero, Heredia Toeschouwers: 1.000 Scheidsrechter: Rolando Vidal (PAN) |
| 4 april 2005 | Hernández 64' |     | Nakazawa 1'      | Estadio Eladio Rosabal Cordero, Heredia Toeschouwers: 1.000 Scheidsrechter: Rolando Vidal (PAN) |

|              |                         |     |             |                                                                                                 |
| 4 april 2005 | Costa Rica              | 2–1 | El Salvador | Estadio Eladio Rosabal Cordero, Heredia Toeschouwers: 1.000 Scheidsrechter: Manuel Glower (MEX) |
| 4 april 2005 | García 29' Sandoval 83' |     | Escobar 47' | Estadio Eladio Rosabal Cordero, Heredia Toeschouwers: 1.000 Scheidsrechter: Manuel Glower (MEX) |

|              |                            |     |                        | |
| 6 april 2005 | Cuba                       | 2–2 | El Salvador            | Estadio Eladio Rosabal Cordero, Heredia Toeschouwers: 2.000 Scheidsrechter: Steven Del Piero (CAN) |
| 6 april 2005 | Hernández 19' Villegas 26' |     | Serrano 43' Flores 84' | Estadio Eladio Rosabal Cordero, Heredia Toeschouwers: 2.000 Scheidsrechter: Steven Del Piero (CAN) |

|              |             |     |                          | |
| 6 april 2005 | Costa Rica  | 1–2 | Verenigde Staten         | Estadio Eladio Rosabal Cordero, Heredia Toeschouwers: 3.500 Scheidsrechter: Lucinio Rodríguez (HON) |
| 6 april 2005 | Quesada 66' |     | Besagno 10' González 60' | Estadio Eladio Rosabal Cordero, Heredia Toeschouwers: 3.500 Scheidsrechter: Lucinio Rodríguez (HON) |

### Groep B
| Pos. | Land     | GW | W | G | V | DV | DT | +/− | Ptn. |
| ---- | -------- | -- | - | - | - | -- | -- | --- | ---- |
| 1    | Mexico   | 3  | 3 | 0 | 0 | 7  | 0  | +7  | 9    |
| 2    | Honduras | 3  | 1 | 1 | 1 | 3  | 4  | –1  | 4    |
| 3    | Canada   | 3  | 1 | 0 | 2 | 5  | 4  | +1  | 3    |
| 4    | Haïti    | 3  | 0 | 1 | 2 | 1  | 8  | –7  | 1    |

|             |        |                      |          |                                                                                           |
| 17 mei 2005 | Canada | 0–2                  | Honduras | Estadio Carlos González, Culiacán Toeschouwers: 200 Scheidsrechter: Ricardo Salazar (USA) |
| 17 mei 2005 |        | Avila 4' Sánchez 43' |          | Estadio Carlos González, Culiacán Toeschouwers: 200 Scheidsrechter: Ricardo Salazar (USA) |

|             |                            |     |       |                                                                                               |
| 17 mei 2005 | Mexico                     | 2–0 | Haïti | Estadio Carlos González, Culiacán Toeschouwers: 2.500 Scheidsrechter: Alexandro Jiménez (CRC) |
| 17 mei 2005 | Esparza 10' Dos Santos 59' |     |       | Estadio Carlos González, Culiacán Toeschouwers: 2.500 Scheidsrechter: Alexandro Jiménez (CRC) |

|             |                                                             |     |       |                                                                                        |
| 19 mei 2005 | Canada                                                      | 5–0 | Haïti | Estadio Carlos González, Culiacán Toeschouwers: 100 Scheidsrechter: Joel Aguilar (SLV) |
| 19 mei 2005 | Lammie 10' 67' Pereira 31' Beaulieu-Bourgault 45' Haber 73' |     |       | Estadio Carlos González, Culiacán Toeschouwers: 100 Scheidsrechter: Joel Aguilar (SLV) |

|             |                                             |     |          |                                                                                         |
| 19 mei 2005 | Mexico                                      | 3–0 | Honduras | Estadio Carlos González, Culiacán Toeschouwers: 950 Scheidsrechter: Olguer Mejías (CRC) |
| 19 mei 2005 | Andrade 38' Juárez 42' (pen) Dos Santos 46' |     |          | Estadio Carlos González, Culiacán Toeschouwers: 950 Scheidsrechter: Olguer Mejías (CRC) |

|             |               |     |          |                                                                                              |
| 21 mei 2005 | Haïti         | 1–1 | Honduras | Estadio Carlos González, Culiacán Toeschouwers: 700 Scheidsrechter: José René Guerrero (NCA) |
| 21 mei 2005 | Philistin 32' |     | Sosa 58' | Estadio Carlos González, Culiacán Toeschouwers: 700 Scheidsrechter: José René Guerrero (NCA) |

|             |                              |     |        |                                                                                             |
| 21 mei 2005 | Mexico                       | 2–0 | Canada | Estadio Carlos González, Culiacán Toeschouwers: 3.500 Scheidsrechter: Ricardo Salazar (USA) |
| 21 mei 2005 | Villaluz 11' Ever Guzmán 86' |     |        | Estadio Carlos González, Culiacán Toeschouwers: 3.500 Scheidsrechter: Ricardo Salazar (USA) |

## Play-off
De winnaar van de play-off kwalificeert zich voor het wereldkampioenschap.
|             |                        |     |            |                                                                                                |
| 9 juni 2005 | Costa Rica             | 2–1 | Honduras   | Estadio Ricardo Saprissa Aymá, San José Toeschouwers: 1.073 Scheidsrechter: Joel Aguilar (SLV) |
| 9 juni 2005 | Quesada 25' Borges 27' |     | García 39' | Estadio Ricardo Saprissa Aymá, San José Toeschouwers: 1.073 Scheidsrechter: Joel Aguilar (SLV) |

|             |           |            |              | |
| 3 juli 2005 | Honduras  | 1–1 (n.v.) | Costa Rica   | Estadio Tiburcio Carías Andino Tegucigalpa Toeschouwers: 25.000 Scheidsrechter: Rubén Castellanos (GUA) |
| 3 juli 2005 | Oliva 84' |            | Quesada 101' | Estadio Tiburcio Carías Andino Tegucigalpa Toeschouwers: 25.000 Scheidsrechter: Rubén Castellanos (GUA) |